# Colobothea emarginata
Colobothea emarginata är en skalbaggsart som först beskrevs av Olivier 1795.  Colobothea emarginata ingår i släktet Colobothea och familjen långhorningar. Inga underarter finns listade i Catalogue of Life.